# Honduras az 1992. évi nyári olimpiai játékokon
Honduras a spanyolországi Barcelonában megrendezett 1992. évi nyári olimpiai játékok egyik részt vevő nemzete volt. Az országot az olimpián 4 sportágban 10 sportoló képviselte, akik érmet nem szereztek.

## Atlétika
Férfi
| Jaime Zelaya       | 100 m   | 11,02            | 7.               | 59.              | kiesett | kiesett | kiesett | kiesett | kiesett | kiesett | kiesett       | kiesett       |         |         |         |
| Jaime Zelaya       | 200 m   | 22,05            | 8.               | 61.*             | kiesett | kiesett | kiesett | kiesett | kiesett | kiesett | kiesett       | kiesett       |         |         |         |
| Apolinario Belisle | 5000 m  | nem állt rajthoz | nem állt rajthoz | nem állt rajthoz |         |         |         |         |         |         | kiesett       | kiesett       | kiesett | kiesett | kiesett |
| Apolinario Belisle | Maraton |                  |                  |                  |         |         |         |         |         |         | nem ért célba | nem ért célba |         |         |         |

| Versenyző   | Versenyszám | Selejtező | Selejtező | Döntő    | Döntő    |
| Versenyző   | Versenyszám | Eredmény  | Helyezés  | Eredmény | Helyezés |
| ----------- | ----------- | --------- | --------- | -------- | -------- |
| Luis Flores | Hármasugrás | 15,08 m   | 42.       | kiesett  | kiesett  |

| Versenyző    | Versenyszám | 100 m | 100 m | Távolugrás | Távolugrás | Súlylökés | Súlylökés | Magasugrás | Magasugrás | 400 m | 400 m | 110 m gát | 110 m gát | Diszkoszvetés | Diszkoszvetés | Rúdugrás | Rúdugrás | Gerelyhajítás | Gerelyhajítás | 1500 m  | 1500 m | Végeredmény | Végeredmény |
| Versenyző    | Versenyszám | Idő   | Pont  | Eredmény   | Pont       | Eredmény  | Pont      | Eredmény   | Pont       | Idő   | Pont  | Idő       | Pont      | Eredmény      | Pont          | Eredmény | Pont     | Eredmény      | Pont          | Idő     | Pont   | Pont        | Helyezés    |
| ------------ | ----------- | ----- | ----- | ---------- | ---------- | --------- | --------- | ---------- | ---------- | ----- | ----- | --------- | --------- | ------------- | ------------- | -------- | -------- | ------------- | ------------- | ------- | ------ | ----------- | ----------- |
| Jorge Flores | Tízpróba    | 11,75 | 701   | 618 cm     | 626        | 9,54 m    | 458       | 170 cm     | 544        | 54,81 | 606   | 16,20     | 710       | 30,26 m       | 470           | 400 cm   | 617      | 42,46 m       | 478           | 5:04,10 | 536    | 5746        | 28.         |

* - egy másik versenyzővel azonos időt ért el

## Súlyemelés
| Versenyző        | Versenyszám | Szakítás | Szakítás | Lökés    | Lökés    | Összesen | Helyezés |
| Versenyző        | Versenyszám | Eredmény | Helyezés | Eredmény | Helyezés | Összesen | Helyezés |
| ---------------- | ----------- | -------- | -------- | -------- | -------- | -------- | -------- |
| Osman Manzanares | 60 kg       | 92,5     | 30.      | 115,0    | 28.      | 207,5    | 29.      |

## Úszás
Férfi
| Versenyző            | Versenyszám    | Előfutam | Előfutam | Előfutam | Döntő   | Döntő   | Döntő   | Helyezés |
| Versenyző            | Versenyszám    | Idő      | Hely.    | Össz.    | Típus   | Idő     | Hely.   | Helyezés |
| -------------------- | -------------- | -------- | -------- | -------- | ------- | ------- | ------- | -------- |
| Plutarco Castellanos | 50 m gyors     | 25,27    | 2.       | 55.      | kiesett | kiesett | kiesett | kiesett  |
| Plutarco Castellanos | 100 m gyors    | 54,66    | 3.       | 57.      | kiesett | kiesett | kiesett | kiesett  |
| Plutarco Castellanos | 200 m gyors    | 1:59,91  | 1.       | 43.      | kiesett | kiesett | kiesett | kiesett  |
| Plutarco Castellanos | 200 m vegyes   | 2:15,50  | 5.       | 46.      | kiesett | kiesett | kiesett | kiesett  |
| Plutarco Castellanos | 100 m pillangó | 59,68    | 2.*      | 57.*     | kiesett | kiesett | kiesett | kiesett  |
| Salvador Jiménez     | 100 m pillangó | 1:03,76  | 7.       | 67.      | kiesett | kiesett | kiesett | kiesett  |
| Salvador Jiménez     | 100 m hát      | 1:04,60  | 2.       | 49.      | kiesett | kiesett | kiesett | kiesett  |
| Salvador Jiménez     | 200 m hát      | 2:20,15  | 4.       | 41.      | kiesett | kiesett | kiesett | kiesett  |

Női
| Versenyző      | Versenyszám    | Előfutam | Előfutam | Előfutam | Döntő   | Döntő   | Döntő   | Helyezés |
| Versenyző      | Versenyszám    | Idő      | Hely.    | Össz.    | Típus   | Idő     | Hely.   | Helyezés |
| -------------- | -------------- | -------- | -------- | -------- | ------- | ------- | ------- | -------- |
| Ana Fortin     | 50 m gyors     | 28,59    | 5.       | 45.      | kiesett | kiesett | kiesett | kiesett  |
| Ana Fortin     | 100 m gyors    | 1:01,50  | 6.       | 46.      | kiesett | kiesett | kiesett | kiesett  |
| Ana Fortin     | 100 m hát      | 1:08,24  | 5.       | 44.      | kiesett | kiesett | kiesett | kiesett  |
| Ana Fortin     | 200 m hát      | 2:27,33  | 6.       | 43.      | kiesett | kiesett | kiesett | kiesett  |
| Ana Fortin     | 100 m pillangó | 1:07,94  | 4.       | 47.      | kiesett | kiesett | kiesett | kiesett  |
| Ana Fortin     | 200 m vegyes   | 2:30,07  | 2.       | 39.      | kiesett | kiesett | kiesett | kiesett  |
| Claudia Fortin | 200 m vegyes   | 2:25,66  | 6.       | 34.      | kiesett | kiesett | kiesett | kiesett  |
| Claudia Fortin | 400 m vegyes   | 5:09,84  | 8.       | 31.      | kiesett | kiesett | kiesett | kiesett  |
| Claudia Fortin | 200 m gyors    | 2:12,24  | 4.       | 33.      | kiesett | kiesett | kiesett | kiesett  |
| Claudia Fortin | 400 m gyors    | 4:37,58  | 4.       | 31.      | kiesett | kiesett | kiesett | kiesett  |
| Claudia Fortin | 800 m gyors    | 9:10,54  | 1.       | 22.      | kiesett | kiesett | kiesett | kiesett  |
| Claudia Fortin | 200 m pillangó | 2:26,92  | 4.       | 31.      | kiesett | kiesett | kiesett | kiesett  |

* - egy másik versenyzővel azonos időt ért el

## Vívás
Női
| Versenyző   | Versenyszám | Csoportkör | Csoportkör | Selejtező         | 32-es főtábla     | Egyenes ág a negyeddöntőért | Egyenes ág a negyeddöntőért | Vigaszág a negyeddöntőért | Vigaszág a negyeddöntőért | Vigaszág a negyeddöntőért | Vigaszág a negyeddöntőért | Negyeddöntő       | Elődöntő          | Döntő             | Helyezés |
| Versenyző   | Versenyszám | Csoportkör | Csoportkör | Selejtező         | 32-es főtábla     | 1. kör                      | 2. kör                      | 1. kör                    | 2. kör                    | 3. kör                    | 4. kör                    | Negyeddöntő       | Elődöntő          | Döntő             | Helyezés |
| Versenyző   | Versenyszám | Ellenfél Eredmény | Hely.      | Ellenfél Eredmény | Ellenfél Eredmény | Ellenfél Eredmény           | Ellenfél Eredmény           | Ellenfél Eredmény         | Ellenfél Eredmény         | Ellenfél Eredmény         | Ellenfél Eredmény         | Ellenfél Eredmény | Ellenfél Eredmény | Ellenfél Eredmény | Helyezés |
| ----------- | ----------- | --- | ---------- | ----------------- | ----------------- | --------------------------- | --------------------------- | ------------------------- | ------------------------- | ------------------------- | ------------------------- | ----------------- | ----------------- | ----------------- | -------- |
| Elvia Reyes | Tőr, egyéni | 5. csoport · Stefanek Gertrúd (HUN) · 3-5 · Reka Lazăr-Szabo (ROU) · 0-5 · O Csie (E Jie) (CHN) · 0-5 · Giovanna Trillini (ITA) · 0-5 · Rosa María Castillejo (ESP) · 0-5 · Sandra Giancola (ARG) · 2-5 | 7.         | kiesett           | kiesett           | kiesett                     | kiesett                     | kiesett                   | kiesett                   | kiesett                   | kiesett                   | kiesett           | kiesett           | kiesett           | 45.      |